# David Matásek
David Matásek (* 14. února 1963 Praha) je český filmový, seriálový a divadelní herec a hudebník.

## Život
David Matásek se narodil v Praze, kde žije i dnes, na Žižkově. Otec byl scénograf, matka se věnuje grafice. David Matásek má o 9 let mladší bratry, dvojčata. Vystudoval pražskou konzervatoř, kterou absolvoval v roce 1984. Jeho prvním filmem byl v roce 1981 Jak svět přichází o básníky, kde si zahrál Kendyho, kamaráda hlavní postavy Štěpána Šafránka.
V roce 1988 se podílel na založení hudební skupiny Orlík, jejíž byl spolu s Danielem Landou nejvýraznější osobností. Skupina byla známá především pro skinheadskou image. Vydali dvě alba, kterých se prodalo asi 200 tisíc. V roce 1992 ohlásili konec skupiny údajně i proto, že se na jejich koncertech hajlovalo. Po rozpadu Orlíku působil ve skupině Hagen Baden.
V letech 1991 až 1995 působil v Národním divadle, v letech 1995 až 2002 v Divadle Komedie a od roku 2002 je opět členem činohry Národního divadla.
V divadle Roxy ztvárnil hlavní roli ve hře Martina Komárka Starý nácek. V Divadle Kladno hrál v představení Jaromír Jágr, Kladeňák. Znám je též z televizních seriálů Redakce, Letiště, Přešlapy a Polda.
Jeho první manželka byla hudebnice Eva Turnová, basistka skupiny The Plastic People of the Universe. Druhá manželka Simona Matásková je novinářka a dramaturgyně, má s ní dceru Lindu. Třetí manželka je Kateřina Matásková, se kterou má dceru Marii a syna Benjamina. V současnosti je počtvrté ženatý s módní blogerkou Evou Matáskovou, která mu porodila syna Antonína.
Od roku 2012 byl trestně stíhán spolu s dalšími devadesáti osobami kvůli údajnému uplácení za účelem získání řidičského průkazu. V roce 2014 na něj chebský státní zástupce Viktor Böhm podal obžalobu, ale v červnu téhož roku bylo jeho stíhání podmínečně zastaveno.

## Filmografie

### Film
| Rok  | Název                               | Role                        |
| ---- | ----------------------------------- | --------------------------- |
| 1982 | Jak svět přichází o básníky         | Kendy                       |
| 1982 | Děkuju, pane profesore (TV film)    | student                     |
| 1983 | „Babičky dobíjejte přesně!“         |                             |
| 1983 | Zámek Nekonečno                     | Hanzl                       |
| 1984 | Jak básníci přicházejí o iluze      | Kendy                       |
| 1986 | Povídka s dobrým koncem (TV film)   | Miloš Janík                 |
| 1986 | Stopy ve skle (TV film)             | Viktor                      |
| 1987 | Jak básníkům chutná život           | Kendy                       |
| 1987 | Přátelé Bermudského trojúhelníku    | partner cestující           |
| 1987 | Pojď, dáme sbohem žízni (TV film)   | Vašek                       |
| 1988 | Čekání na Patrika                   | Pepa                        |
| 1989 | Člověk proti zkáze                  | student práv Fišer          |
| 1989 | Sama uprostřed noci (TV film)       | zloděj                      |
| 1989 | Nedosněné sny (TV film)             | František Xaver Šalda       |
| 1990 | Sólo pro mou ženu (TV film)         | Zdeněk Horák                |
| 1990 | Ta naše písnička česká II (TV film) | muž s příčeskem             |
| 1990 | Stalo se v Aleppu (TV film)         | Saint Clair                 |
| 1992 | Erasmovy velké arkány (TV film)     |                             |
| 1993 | Konec básníků v Čechách             | Kendy                       |
| 1994 | Divadelní román (TV film)           |                             |
| 1994 | Políček č. 111 (TV film)            |                             |
| 1996 | Dům poslední radosti (TV film)      |                             |
| 1997 | Do nebíčka (TV film)                | Arnošt                      |
| 1998 | Za zdí (TV film)                    |                             |
| 1999 | Návrat ztraceného ráje              | Tichošlápek                 |
| 2000 | Samotáři                            | majitel rádia               |
| 2001 | Kruh                                | otec Fanynky                |
| 2001 | Zlatá princezna (TV film)           | vládce                      |
| 2001 | Žabák (TV film)                     | Dohnal                      |
| 2002 | Počkej, až zhasnu (TV film)         | Karel                       |
| 2003 | Jedna ruka netleská                 | Jan                         |
| 2003 | Můj otec a ostatní muži (TV film)   | malíř                       |
| 2003 | Nezvěstný (TV film)                 | Oldřich Borek               |
| 2004 | Jak básníci neztrácejí naději       | Kendy                       |
| 2008 | Na vlky železa                      | ministerský úředník Svatyňa |
| 2008 | El Paso                             | šéf                         |
| 2009 | Jménem krále                        | velitel Diviš               |
| 2012 | Probudím se včera                   | Pepa Perča                  |
| 2013 | Případ pro rybáře (TV film)         | malíř Horác                 |
| 2014 | Hodinový manžel                     | Jakub                       |
| 2014 | Krásno                              | recepční                    |
| 2014 | Tři bratři                          | král                        |
| 2014 | Na druhý pohled (TV film)           | Karel Lang                  |
| 2015 | Případ pro malíře (TV film)         | malíř Horác                 |
| 2016 | Manžel na hodinu                    | Jakub                       |
| 2016 | Případ pro lyžaře (TV film)         | malíř Horác                 |
| 2016 | Jak básníci čekají na zázrak        | Kendy                       |
| 2016 | Jak se zbavit nevěsty               | Honza                       |
| 2019 | Případ dvou básníků (TV film)       | malíř Horác                 |
| 2019 | Případ dvou manželek (TV film)      | malíř Horác                 |
| 2019 | Případ dvou sester (TV film)        | malíř Horác                 |
| 2019 | Zemřít šťastný                      | primář v léčebně            |
| 2020 | Past (TV film)                      | Jiří Klánský                |
| 2021 | Jedině Tereza                       | fotograf Martin             |

### Televize
| Rok       | Název                           | Role                                                  | Poznámky                                                    |
| --------- | ------------------------------- | ----------------------------------------------------- | ----------------------------------------------------------- |
| 1984      | Rozpaky kuchaře Svatopluka      | číšník Ferdinand „Ferda“ Jirásek                      | televizní seriál                                            |
| 1985      | Slavné historky zbojnické       | voják                                                 | minisérie                                                   |
| 1986      | Bylo nás šest                   | student stavařiny Honza Špaček                        | hlavní role                                                 |
| 1987      | Nepolepšitelný starý muž        |                                                       |                                                             |
| 1992      | Hříchy pro pátera Knoxe         | malíř Arnold                                          | díl: „Třetí vrchol trojúhelníku“                            |
| 1992      | Dobrodružství kriminalistiky    | Manfred                                               | díl: „Pes“                                                  |
| 1994      | Laskavý divák promine           | kaplan                                                |                                                             |
| 1996      | Hospoda                         | zástupce šéfredaktora časopisu Protialkoholický obzor | díl: „Reklama“                                              |
| 1996–1998 | Detektiv Martin Tomsa           | hledaný zločinec                                      | díly: „Veronika“ a „Bratři“                                 |
| 1997–2001 | Zdivočelá země                  | Dlouhý                                                |                                                             |
| 1998      | Tři králové                     | Frajer                                                |                                                             |
| 2001      | Četnické humoresky              | Buzek                                                 | díl: „Svatba“                                               |
| 2004–2005 | Redakce                         | Viktor Seidl                                          | hlavní role                                                 |
| 2005      | Ulice                           | Viktor Seidl                                          | díl: „Moničin hon na Savku“                                 |
| 2006–2007 | Letiště                         | Karel Halama                                          | hlavní role                                                 |
| 2007      | Trapasy                         | kamarád Vlastimila                                    | televizní cyklus, díl: „Modrá chryzantéma“                  |
| 2008      | 3 plus 1 s Miroslavem Donutilem | člen skupiny                                          | televizní cyklus, povídka: „Hypochodři“                     |
| 2008      | 3 plus 1 s Miroslavem Donutilem | hudebník                                              | televizní cyklus, povídka: „Duet“                           |
| 2009–2010 | Přešlapy                        | David Mareš                                           | hlavní role                                                 |
| 2010      | 3 plus 1 s Miroslavem Donutilem | nadporučík Kurz                                       | televizní cyklus, povídka: „Čtvrtý odboj“ z cyklu „Houbaři“ |
| 2011      | Soukromé pasti                  | psychiatr                                             | televizní cyklus, díl: „Nezabiješ“                          |
| 2012      | Obchoďák                        | právník Ivan Mařák                                    | hlavní role                                                 |
| 2012      | Policajti z centra              | Franta                                                | vedlejší role                                               |
| 2013      | Sanitka 2                       | sebevrah Luděk Majer                                  | díl: „Epizoda 4“                                            |
| 2013      | PanMáma                         | poručík Michal Kabeš                                  | televizní seriál, 4 díly                                    |
| 2014      | České století                   | Pavel Kohout                                          | díl: „Je to jen rock'n'roll (1976)“                         |
| 2015      | Znamení koně                    | MUDr. Ivan Loukota                                    | vedlejší role                                               |
| 2015      | Pizza Boy                       | politik                                               | internetový seriál, díl: „Kauza Boris“                      |
| 2016      | Já, Mattoni                     | hrabě                                                 | díly: „Vlast a národ“ a „Lokomotiva vládního rady“          |
| 2016–2024 | Polda                           | poručík Michal Bříza                                  | hlavní role                                                 |

## Divadelní role, výběr
- 2022 William Shakespeare: Macbeth, Shakespearovské slavnosti Praha - Hrad, role: Duncan, starý skotský král; režie Jakub Krofta
- 2022 Arthur Schnitzler: Rej, Hrabě, Stavovské divadlo, režie Arthur Nauzyciel
- 2025 Robert Icke (podle Aischyla): Oresteia. Národní divadlo, role: Agamemnon, režie: Marián Amsler.